# Jan-Lennard Struff
Jan-Lennard Struff (n. 25 aprilie 1990, Warstein, Republica Federală Germania) este un tenismen profesionist german. În iunie 2023, a ajuns pe locul 21 mondial în clasamentul ATP la simplu, iar la dublu locul 21 mondial, în octombrie 2018. A câștigat un titlu ATP la simplu și a jucat două finale dintre care una de nivel ATP 1000, Madrid Open 2023 și a câștigat patru titluri ATP la dublu.